# Марано Принчипато
Марано Принчипато (итал. Marano Principato) је насеље у Италији у округу Козенца, региону Калабрија.
Према процени из 2011. у насељу је живело 2639 становника. Насеље се налази на надморској висини од 512 м.

## Становништво
Према резултатима пописа становништва 2011. у општини је живело 3.119 становника.
| 1951. | 1961. | 1971. | 1981. | 1991. | 2001. | 2011. |
| ----- | ----- | ----- | ----- | ----- | ----- | ----- |
| 1.662 | 1.336 | 1.138 | 1.305 | 1.656 | 2.337 | 3.119 |